# خاطرات قاتل
خاطرات قاتل (با نام اصلی: Heartstopper) یک رمان مهیج نوشتهٔ جوی فیلدینگ محصول سال ۲۰۰۷ است.